# واکنش بوش

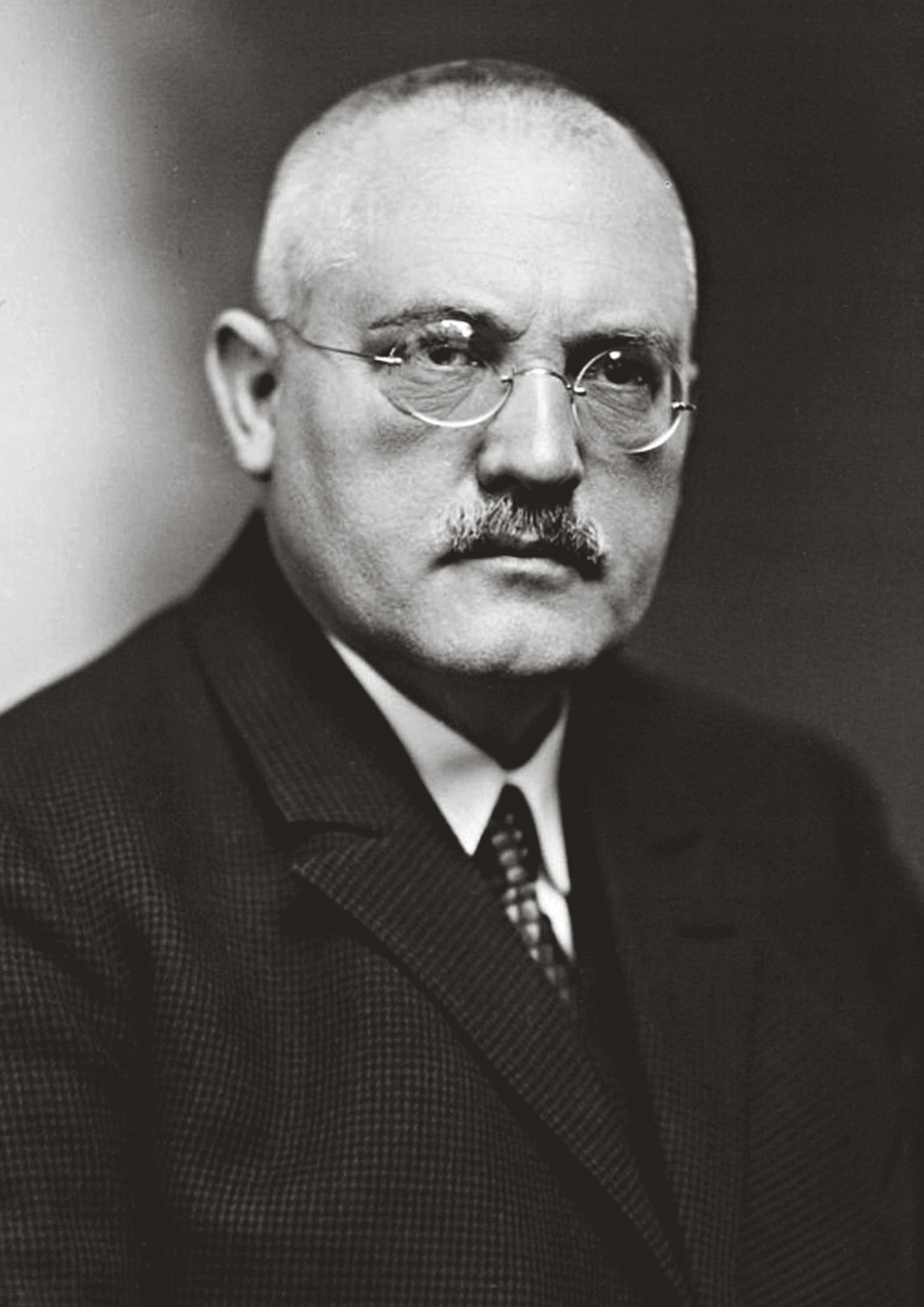
کارل بوش ، ۱۹۰۸ میلادی

واکنش بوش(به انگلیسی: Bosch reaction) واکنش شیمیایی بین کربن دی اکسید و هیدروژن است که منجر به تولید عنصر شیمیایی کربن (به صورت گرافیت) و آب می‌شود. این واکنش در حضور کاتالیزور آهن و در دمایی ما بین ۵۳۰-۷۳۰ درجه سانتی گراد صورت می‌پذیرد.
واکنش کلی به صورت زیر قابل نمایش است:
CO2(گاز) + ۲ H2(g) → C(جامد) + ۲ H2O(g)
این واکنش خود از دو واکنش تشکیل شده است که نخستین واکنش سریع تر بوده و در واقع عکس واکنش تغییر آب-گاز است:
CO2 + H2 → CO + H2O
واکنش دوم کندتر بوده و در واقع کنترل کننده سرعت واکنش است: 
CO + H2 → C + H2O